# Ulryk I (książę Meklemburgii)
Ulryk I (zm. w 1417 r.) – książę Meklemburgii-Stargard od 1392 lub 1393 r. wraz z braćmi Janem II (zmarłym w 1416 r., zastąpił go wówczas jego syn Jan III) i Albrechtem I (zmarłym bezpotomnie w 1397 r.). 
Ulryk był jednym z synów księcia Meklemburgii na Stargardzie Jana I, Matką Ulryka była trzecia żona jego ojca Agnieszka, córka hrabiego Lindow-Ruppin Ulryka II, wdowa po księciu Werle Mikołaju IV. W 1392 lub 1393 r., gdy zmarł jego ojciec, wraz z braćmi objął tron w części Meklemburgii ze Stargardem. 
Żoną Jana była Małgorzata Świętoborówna, córka księcia szczecińskiego Świętobora I. Ze związku pochodziło troje dzieci:
- Anna,
- Albrecht II, książę Meklemburgii-Stargard,
- Henryk, książę Meklemburgii-Stargard.